# Samsuiluna
Samsuiluna (em amorita: Šamšu) foi o sétimo rei da dinastia amorita fundadora da Babilônia, governando de 1 750 a 1 712 a.C. (cronologia média) ou de 1 686 a 1 648 a.C. (cronologia curta). Era filho e sucessor de Hamurábi com uma mãe desconhecida. Seu reinado foi marcado por violentos levantes de áreas conquistadas por seu pai e o abandono de várias cidades importantes (principalmente na Suméria).